# リャオケラトプス
リャオケラトプス（学名 Liaoceratops）は、"遼の角のある顔"を意味し、角竜類恐竜であり、角のあるケラトプス類の初期の近縁種であると考えられている。約1億3000万年前の白亜紀初期に生息していた。アメリカと中国の科学者チームより中国で発見された。リャオケラトプスは後の近縁種よりもはるかに小さく、このグループの恐竜の初期進化を垣間見ることができる。

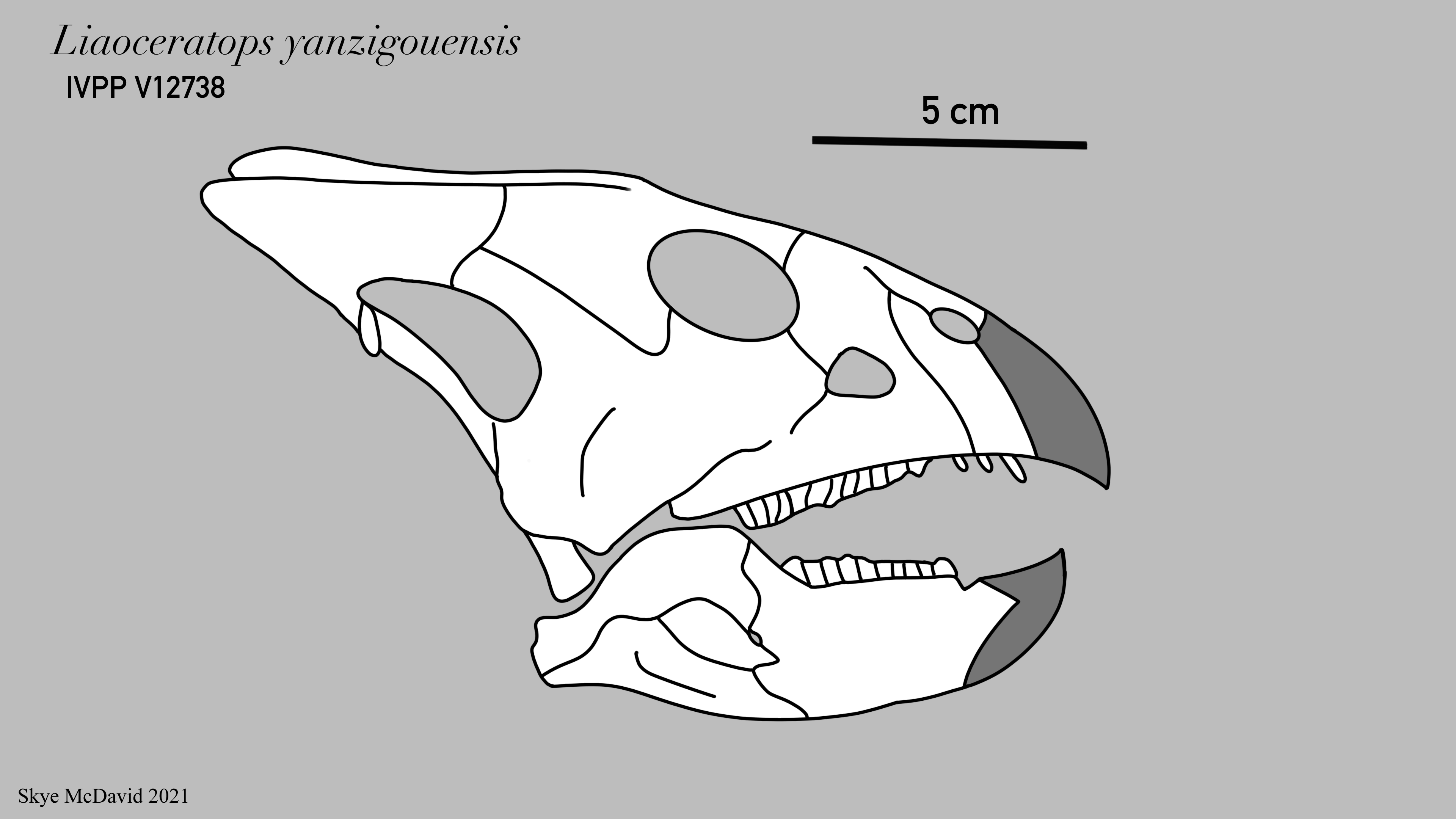
頭骨図

## 発見と命名
リャオケラトプスは羽毛恐竜の化石がいくつも収集されていることで有名な、中国遼寧省で発見された。タイプ種であるLiaoceratops yanzigouensisは2002年に徐星、Peter Makovicky、汪筱林 (Wang Xiaolin)、マーク・ノレル、尤海魯 (You Hailu) によって命名、記載された。属名は遼寧とギリシャ語で"角"を意味するkerasと"顔"を意味するopsに由来する。種小名、発見された町、燕子溝（Yanzigou）を示す。
ホロタイプIVPP V12738はバーレミアン期の義県累層で発見された。これらの地層では他に昆虫の化石や、イチョウの木の化石、Makovickyによって後の2005年に記載された初期のトロオドン類シノヴェナトルを含む他の多くの恐竜が発見されている。
「このエリアでは恐竜、哺乳類、昆虫、および顕花植物の進化に関する極めて重要な情報を得ています。私はリャオケラトプスよりもさらに原始的な標本が見つかることを願っています」とPeter Makovicky は言っている。
模式標本はほぼ完全な頭蓋骨で構成されている。副模式標本IVPP V12633として言及されているのは幼体の頭骨である。 2007年にも、別の頭骨CAGS-IG-VD-002が発見されていて若い別の個体ものとされている。この標本は頭蓋天井を欠いており、これは捕食者が頭蓋を開いて中身を食べた結果と説明される。

## 記述と分類
リャオケラトプスはかなり小さく、ホロタイプの頭骨の長さは154mm、重さは推定約3kgほどで頬骨角と小さなフリルをだけを有し、後の角竜を特徴付ける眼窩上の角や真の首のシールドを欠いていた。しかしながら、これらの特徴は角竜の進化における主要な分かれ目を理解するのに役立つ。おなじみのトリケラトプスが北米で進化ずっと前、角竜の系統は2系統に分岐した：一方は明瞭な角とフリルをもつ主流系統である新角竜類で、2002年においてはリャオケラトプスが最も基盤的メンバーである、もう一方はのプシッタコサウルス科は放散の小さい、オウムのようなくちばしの恐竜である。
シカゴのフィールド博物館の恐竜のキュレーターでこの恐竜についての論文の共著者であるPeter Makovickyはこう述べている。
「リャオケラトプスは角のある恐竜の初期進化に見るための大きな窓を私達に与え、トリケラトプスとその近縁種が非常に小さなアジアの角竜から進化したことを教えてくれる。この小さな、原始恐竜が実際に、より大規模で有名な近縁種より多くの点で科学へのより多くの興味深いことを教えてくれる、私たちの進化についての詳細を教えているからです。私たちが異なる恐竜のグループを結びつけ、進化パターンを精密に記すのを助けてくれるため、基盤的な恐竜は重要です。」
「リャオケラトプスはこの角竜の分岐が遅くとも白亜紀の最初期より後でなかったことを確証します。また角竜類が彼らの特異的な特徴の一部を以前に認識されていたよりも早期により迅速に取得していたことを示しています。」

## 角とフリルの機能
皮肉なことに、小柄なリャオケラトプスは科学者が角竜類恐竜の角とフリルの役割を理解するのにも役立つ可能性がある。最初は攻撃または守備の器官として考えられたが、今日、多くの古生物学者はこれらの構造がディスプレイ装置であり、種の認識や配偶相手を引き付けるために使用されたと見ている。リャオケラトプスはそれぞれの目の下後方に横に向いた頬骨の角を持っていた。この構造は比較的小型軽量であるため、守備のためではなくディスプレイ器官であるとMakovickyは考えている。